# اوبردیشینگن
اوبردیشینگن (به آلمانی: Oberdischingen) یک شهر در آلمان است که در الب-دانو-کریس واقع شده‌است. اوبردیشینگن ۲٬۰۱۶ نفر جمعیت دارد.